# Andronik (koptyjski patriarcha Aleksandrii)
Andronik – patriarcha Koptyjskiego Kościoła Ortodoksyjnego  od 616 do 622.